# Hör migh o Gudh
Hör migh o Gudh är en psalm som förekommer i 1695 års psalmbok. Psalmen, vars tyska ursprungstitel är Erhör mein Wort, mein Red vernimm, skrevs av Ludwig Oeler och baseras på den 5:e av Kung Davids psalmer. Haquin Spegel översatte texten till svenska.
Den svenska texten inleds med orden:
Hör migh o Gudh, gif på mitt taal
Grann acht, ty jagh nu bedia skal,

## Publicerad som
- 1695 års psalmbok som nr 25 under rubriken "Konung Davids Psalmer". Finns på Wikisource.